# Epidemija ebole u Zapadnoj Africi 2014.
Epidemija ebole u Zapadnoj Africi 2014. se događala 2014. u tri zapadnoafričke države: Gvineji, Sijera Leoneu i Liberiji, a jedan slučaj je prenesen u Nigeriju (iz Liberije). Prema posljednjim podatcima Svjetske zdravstvene organizacije od 6. kolovoza 2014. opasni ebola virus je od veljače do sada usmrtio 932 osobe od ukupno 1711 oboljelih. Epidemija je prvo započela u veljači 2014. u Gvineji, a zatim se proširila na Liberiju i Sijera Leone. To je do sada najveća epidemija ebole od 1976., kada je prvi puta otkrivena u blizini rijeke Ebola u Demokratskoj Republici Kongo (tadašnji Zair). Prva vrsta koja je otkrivena (a djeluje trenutno i u Zapadnoj Africi), ujedno ima i najveću smrtnost je Zaïr virus (prije nazivana Zaïr Ebola virus). Smrtnost oboljelih od ove vrste virusa kreće se oko 83% prosječno u posljednjih 28 godina. Ova vrsta virusa i najčešće uzrokuje izbijanja zaraze i odnosu na ostale viruse ebole.
Jedan od najvećih svjetskih stručnjaka za ebolu, Sheik Umar Khan preminuo je od bolesti dok je liječio zaražene u Sijera Leoneu. Cijenjeni virolog zarazio se dok je liječio više od 100 oboljelih u jednom od najvećih centara za dijagnosticiranje ebole u Kenemi.

## Širenje virusa ebole
Ebola virus ne širi jako lako. Mora doći do izravnog dodira s tjelesnim tekućinama zaražene osobe ili zaražene životinje (posebno meso majmuna). Može se dakle prenijeti spolnim putem, a ne zrakom poput virusa gripe. Ne može se zaraziti putem predmeta (osim ako su predmeti svježe kontaminirani krvlju ili tjelesnim tekućinama zaraženih), držanjem za ruku, rukohvata u javnom prijevozu, a ni preko namirnica (osim ako meso nije od zaraženih životinja). Ebola se ne prenosi ni ugrizom komarca.

### Simptomi kao kod gripe
Najvažnije preventivne mjere su redovito pranje ruku toplom vodom i sapunom. Dodatan razlog zabrinutosti građana jest što su simptomi ebole identični većini virusnih bolesti: groznica, bolovi u mišićima, slabost, glavobolja i grlobolja. Međutim, bolest u idućoj fazi rezultira povraćanjem, osipom i neispravnim radom jetre i bubrega. U posljednjoj fazi dolazi do unutarnjeg krvarenja te nastupa smrt. Smrtnost je vrlo visoka, čak do 90 posto oboljelih umre. Na žalost, lijeka nema, niti se može preventivno cijepiti protiv ebole,  a inkubacija je od dva do 21 dana.

### Lokalna tradicija i kultura pomažu širenju virusa
Zaraza se širi fizičkim dodirom s već oboljelim, preko krvi ili tjelesnih tekućina, i to tek kad se pojave simptomi. Veliki problem u Africi je to što tradicija i kultura pomažu širenju: mrtvo tijelo je najopasnije, a ritualno, na pogrebu, svi diraju mrtvaca, prelazeći rukom preko sluznice ustiju i nosa. Zato je iznimno važna edukacija ljudi. Na Zapadu je drugačije. Zdrav razum kaže da se odmaknemo od bolesnika, posebno kad su simptomi tako drastični kao kod ebole i uključuju povraćanje, proljev i krvarenje, a i zdravstveni radnici znaju proceduru. Tako je objasnio doktor Tomislav Jagatić, koji je rođen u Kanadi, diplomirao medicinu u Zagrebu, a radi za organizaciju Liječnici bez granica i od proljeća je na terenu u Gvineji i Sijera Leoneu.
Lijeka nema, a liječenje je simptomatsko, uglavnom se svodi na sprečavanje dehidracije. Na liječnicima je da osiguraju uvjete da imunološki sustav ima najbolje uvjete da se sam obrani. Epidemiju su, prema riječima dr. Jagatića, velikim dijelom pospješili strahovi ljudi od liječnika i bolnica. Ljudi bježe i oklijevaju doći po pomoć "jer tko jednom tamo uđe, više nikada ne izađe". Najteže je liječnicima objasniti da je riječ o bolesti, a ne o prokletstvu ili zlim duhovima koji su još snažno prisutni u folkloru.

## Mjere koje poduzimaju države u suzbijanju epidemije

### Gvineja
Trenutno se u Gvineji smanjuje broj oboljelih i umrlih od virusa ebole.

### Liberija
Liberijska vlada najavila je kako zatvara škole u cijeloj zemlji kako bi spriječila širenje smrtonosne ebole. Dijelovi zemlje stavit će se u karantenu, najavila je predsjednica Ellen Johnson-Sirleaf. Državni zaposlenici koji su "manje ključni" bit će poslani kućama na 30 dana, a vojnici regrupirani kako bi osigurali da se mjere protiv zaraze provode. U glavnom liberijskom gradu Monroviji bolnice su prepune oboljelih. Neke pacijente moraju liječiti u njihovim domovima. Za petak su najavili neradni dan kako bi proveli dezinfekciju svih javnih ustanova. Američka humanitarna udruga Peace Corpus povukla je svojih 340 dobrovoljaca iz Liberije, Sierra Leonea i Gvineje zbog smrtonosnog virusa. Dvoje od njih su trenutačno u izolaciji jer su bili u dodiru s čovjekom koji je kasnije umro od ebole. 

### Sijera Leone
Zbog širenja virusa ebole, Sijera Leone proglasila je izvanredno stanje 30. srpnja. Dijelove zemlje, koji su epicentri zaraze, pretvorila je u karantenu.

### Nigerija
Nigerija je stavila u karantenu dvije osobe za koje se vjeruje da su zaražene virusom ebole, a 69 ljudi nadzire. Sedamdeset i jedna osoba je došla u dodir s liberijskim vladinim konzultantom Patrickom Sawyerom, koji je umro od ebole 25. srpnja u bolnici u Lagosu, izjavio je ministar zdravstva Onyebuchi Chukwu.

### Sjedinjene Američke Države
Američki liječnik zaražen ebolom, Kent Brantly pokazuje znakove oporavka nakon što je primio dvije doze eksperimentalnog cjepiva protiv ebole. Doze je primila i američka humanitarka Nancy Writebol čije stanje se također stabiliziralo. Cjepivo još nije testirano na ljudima. Prema dokumentima koje je izdala kompanija, četiri majmuna zaražena ebolom izliječena su nakon što su primili lijek unutar 24 sata od zaraze. Dva od četiri majmuna koja su primila lijek unutar 48 sati od zaraze preživjela su, a majmun koji nije dobio serum uginuo je pet dana nakon što je zaražen. Brantly i Writebol svjesni su da lijek još nije odobren i testiran na ljudima, ali su pristali na liječenje. Prvu dozu ubrizgali su si u Liberiji nakon što su im se simptomi ebole počeli pojavljivati, što je bilo devet dana nakon zaraze. Još se ne zna hoće li se cjepivo moći koristiti u liječenju oboljelih u Africi jer nije odobren niti testiran, prenosi CNN.

## Razvoj epidemije ebole
U sljedećoj tablici može se pratiti razvoj epidemije ebole u zapadnoafričkim državama, prema podacima Svjetske zdravstvene organizacije i organizacije Centers for Disease Control and Prevention:
| Nadnevak izvještaja | Ukupno   | Ukupno | Gvineja  | Gvineja | Liberija | Liberija | Sijera Leone | Sijera Leone | Nigerija | Nigerija |
| Nadnevak izvještaja | oboljeli | umrli  | oboljeli | umrli   | oboljeli | umrli    | oboljeli     | umrli        | oboljeli | umrli    |
| ------------------- | -------- | ------ | -------- | ------- | -------- | -------- | ------------ | ------------ | -------- | -------- |
| 4. kolovoza 2014.   | 1711     | 932    | 495      | 363     | 516      | 282      | 691          | 286          | 9        | 2        |
| 1. kolovoza 2014.   | 1603     | 887    | 485      | 358     | 468      | 255      | 646          | 273          | 4        | 1        |
| 30. srpnja 2014.    | 1440     | 826    | 472      | 346     | 391      | 227      | 574          | 252          | 3        | 1        |
| 27. srpnja 2014.    | 1323     | 729    | 460      | 339     | 329      | 156      | 533          | 233          | 1        | 1        |
| 23. srpnja 2014.    | 1201     | 672    | 427      | 319     | 249      | 129      | 525          | 224          |          |          |
| 20. srpnja 2014.    | 1093     | 660    | 415      | 314     | 224      | 127      | 454          | 219          |          |          |
| 18. srpnja 2014.    | 1048     | 632    | 410      | 310     | 196      | 116      | 442          | 206          |          |          |
| 15. srpnja 2014.    | 964      | 603    | 406      | 304     | 172      | 105      | 386          | 194          |          |          |
| 10. srpnja 2014.    | 888      | 539    | 409      | 309     | 142      | 88       | 337          | 142          |          |          |
| 8. srpnja 2014.     | 844      | 518    | 408      | 307     | 131      | 84       | 305          | 127          |          |          |
| 2. srpnja 2014.     | 759      | 467    | 413      | 303     | 107      | 65       | 239          | 99           |          |          |
| 24. lipnja 2014.    | 599      | 338    | 390      | 270     | 51       | 34       | 158          | 34           |          |          |
| 18. lipnja 2014.    | 528      | 337    | 398      | 264     | 33       | 24       | 97           | 49           |          |          |
| 10. lipnja 2014.    | 474      | 252    | 372      | 236     | 13       | 9        | 89           | 7            |          |          |
| 5. lipnja 2014.     | 438      | 231    | 344      | 215     | 13       | 9        | 81           | 7            |          |          |
| 2. lipnja 2014.     | 354      | 208    | 291      | 193     | 13       | 9        | 50           | 6            |          |          |
| 27. svibnja 2014.   | 309      | 200    | 281      | 186     | 12       | 9        | 16           | 5            |          |          |
| 23. svibnja 2014.   | 270      | 181    | 258      | 174     | 12       | 9        |              |              |          |          |
| 14. svibnja 2014.   | 245      | 164    | 233      | 157     | 12       | 9        |              |              |          |          |
| 5. svibnja 2014.    | 243      | 162    | 231      | 155     | 12       | 9        |              |              |          |          |
| 30. travnja 2014.   | 233      | 153    | 221      | 146     | 12       | 9        |              |              |          |          |
| 23. travnja 2014.   | 220      | 143    | 208      | 136     | 12       | 9        |              |              |          |          |
| 21. travnja 2014.   | 215      | 136    | 203      | 129     | 12       | 9        |              |              |          |          |
| 17. travnja 2014.   | 209      | 129    | 197      | 122     | 12       | 9        |              |              |          |          |
| 10. travnja 2014.   | 169      | 108    | 157      | 101     | 12       | 9        |              |              |          |          |
| 7. travnja 2014.    | 163      | 102    | 151      | 95      | 12       | 7        |              |              |          |          |
| 2. travnja 2014.    | 135      | 88     | 127      | 83      | 8        | 5        |              |              |          |          |
| 1. travnja 2014.    | 130      | 82     | 122      | 80      | 8        | 2        |              |              |          |          |
| 31. ožujka 2014.    | 114      | 70     | 112      | 70      | 2        | 0        |              |              |          |          |
| 27. ožujka 2014.    | 103      | 66     | 103      | 66      |          |          |              |              |          |          |
| 26. ožujka 2014     | 86       | 60     | 86       | 60      |          |          |              |              |          |          |
| 25. ožujka 2014.    | 86       | 59     | 86       | 59      |          |          |              |              |          |          |